# Larceveau
Pour les articles homonymes, voir Larceveau.
Larceveau est une ancienne commune française du département des Pyrénées-Atlantiques. Le 20 juin 1842, la commune fusionne avec Arros et Cibits pour former la nouvelle commune de Larceveau-Arros-Cibits.

## Géographie
Le village fait partie du pays d'Ostabarret, dans la province basque de Basse-Navarre.

## Toponymie
Son nom basque est Larzabale (« plaine de lande »).
Le toponyme Larceveau apparaît sous les formes 
Larsaval et Larseval (respectivement 1119 et 1167, collection Duchesne volume CXIV, feuillets 32 et 35), 
Larssabau (1477, contrats d'Ohix, feuillet 51), 
Larcabau (1513, titres de Pampelune), 
Larsabau (1518, chapitre de Bayonne), 
Larçaval, Larçabal et Larzabal (1621 pour ces trois dernières formes, Martin Biscay), 
Larcabau (1650) et 
Larcevau (1801, Bulletin des Lois).

## Histoire
Paul Raymond note qu'en 1790, Larceveau fut le chef-lieu d'un canton comprenant Arhansus, Bunus, Hosta, Ibarrolle, Juxue, Larceveau, Cibits, Arros, Ostabat-Asme, Saint-Just-Ibarre et Ainhice, et dépendait du district de Saint-Palais.

## Démographie

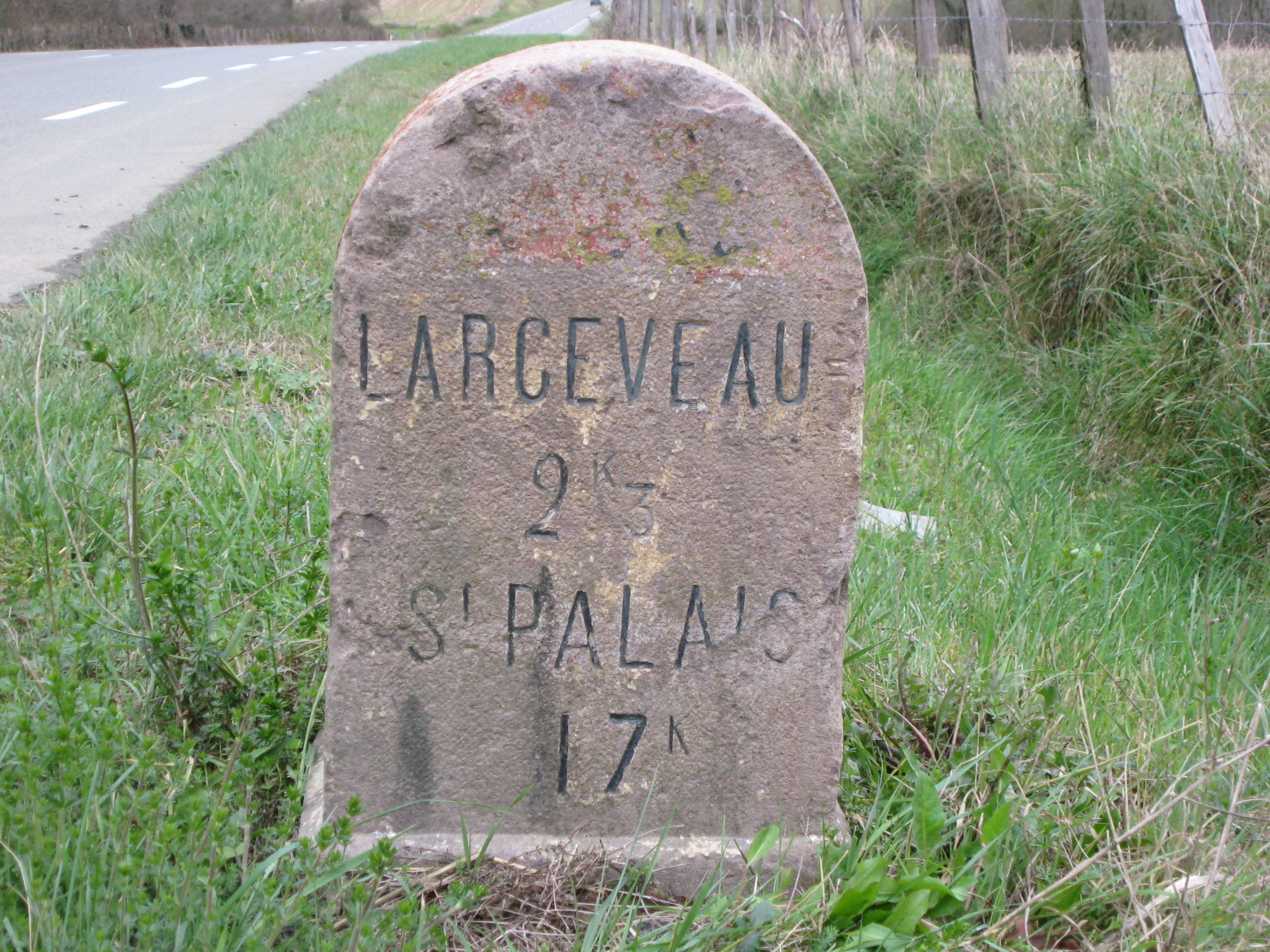
Une borne à Larceveau

Le recensement à caractère fiscal de 1412-1413, réalisé sur ordre de Charles III de Navarre, comparé à celui de 1551 des hommes et des armes qui sont dans le présent royaume de Navarre d'en deçà les ports, révèle une démographie en forte croissance. Le premier indique la présence de 43 feux, le second de 72 feux.
| 1793 | 1800 | 1806 | 1821 | 1831 | 1836 |
| ---- | ---- | ---- | ---- | ---- | ---- |
| 183  | 197  | 183  | 208  | 240  | 228  |

## Politique et administration
| Période                                  | Période | Identité            | Étiquette | Qualité |
| ---------------------------------------- | ------- | ------------------- | --------- | ------- |
| 1793                                     | 1795    | Pierre Etchelugaray |           |         |
| 1795                                     | 1796    | Bernard Barnetche   |           |         |
| 1796                                     | 1800    | Jean Laco           |           |         |
| 1800                                     | 1815    | Dominique Falot     |           |         |
| 1816                                     | 1817    | Pierre Etchebet     |           |         |
| 1818                                     | 1822    | Jean-Michel Pagola  |           |         |
| 1823                                     | 1832    | Lespade             |           |         |
| 1833                                     | 1836    | Jean-Michel Pagola  |           |         |
| 1837                                     | 1842    | Jean Etchart        |           |         |
| Les données manquantes sont à compléter. |         |                     |           |         |

## Pour approfondir